# Jackson Township (Allen County, Ohio)
Jackson Township ist eines von zwölf Townships des Allen Countys im US-Bundesstaat Ohio und eines der insgesamt 37 Jackson Townships bundesweit. Das U.S. Census Bureau hat bei der Volkszählung 2020 eine Einwohnerzahl von 3.143 ermittelt.

## Geografie
Jackson Township liegt im Osten des Allen Countys im Nordwesten von Ohio und grenzt im Uhrzeigersinn an die Townships: Richland Township, Orange Township im Hancock County, Liberty Township und Marion Township im Hardin County, Auglaize Township, Perry Township, Monroe Township und Bath Township.

## Verwaltung
Das Township wird durch ein Board of Trustees, bestehend aus drei gewählten Mitgliedern, verwaltet. Zwei Personen werden jeweils im Jahr nach der Präsidentschaftswahl gewählt und eine jeweils im Jahr davor. Die Amtszeit dauert in der Regel vier Jahre und beginnt jeweils am 1. Januar. Daneben gibt es noch einen Township Clerk (Schriftführer), der ebenfalls im Jahr vor der Präsidentschaftswahl auf eine vierjährige Amtszeit gewählt wird. Dessen Amtszeit beginnt jeweils am 1. April.